# Seznam německých hudebních skladatelů
Tento seznam německých hudebních skladatelů zahrnuje skladatele klasické hudby z německy hovořících oblastí, bez ohledu na jejich původ z dnešního teritoriálního hlediska.
Podobná hesla:
- Seznam rakouských hudebních skladatelů
- Seznam českých hudebních skladatelů
- Seznam slovenských skladatelů

## A
- Ludwig Abeille (1761–1838)
- Carl Friedrich Abel (1723–1787)
- Clamor Heinrich Abel (1634–1696)
- Ludwig Abel (1835–1895)
- Otto Abel (1905–1977)
- Walter Abendroth (1896–1973)
- Franz Abt (1819–1885)
- Anton Cajetan Adlgasser (1729–1777)
- Theodor Ludwig Wiesengrund Adorno (1903–1969)
- Johann Friedrich Agricola (1720–1774)
- Martin Agricola (1486–1556)
- Carl Christian Agthe (1762–1797)
- Johann Georg Ahle (1651–1706)
- Johann Rudolph Ahle (1625–1673)
- Andreas Aigmüller (* 1952)
- Eugen d’Albert (1864–1932)
- Heinrich Albert (1604–1651)
- Christoph Albrecht (* 1930)
- Johann Georg Albrechtsberger (1736–1809)
- Leni Alexander (1924–2005)
- Johann Peter Cornelius d’Alquen (1800–1863)
- Johann Ernst Altenburg (1734–1801)
- Michael Altenburg (1584–1640)
- Johann Christoph Altnikol (1720–1759)
- Anna Amálie, princezna Pruská (1723–1787)
- Johann André (1741–1799)
- Johann Anton André (1775–1842)
- Anna Amálie, vévodkyně Sasko-Výmarsko-Eisenašká (1739–1807)
- Lothar Arnold (* 1959)
- Georg Daniel Auberlen (1728–1784)
- Wilhelm Amandus Auberlen (1798–1874)

## B
- August Wilhelm Bach (1796–1869)
- Carl Philipp Emanuel Bach (1714–1788)
- Gottlieb Friedrich Bach (1714–1785)
- Heinrich Bach (1615–1692)
- Johann(es) („Hans“) Bach III. (1604–1673)
- Johann Ambrosius Bach (1644–1695)
- Johann Bernhard Bach starší (1676–1749)
- Johann Bernhard Bach mladší (1700–1743)
- Johann Christian Bach (1735–1782)
- Johann Christoph Bach starší (1645–1693)
- Johann Christoph Friedrich Bach (1732–1795)
- Johann Egidius Bach (1645–1716)
- Johann Elias Bach (1705–1755)
- Johann Ernst Bach (1722–1777)
- Johann Ludwig Bach (1677–1731)
- Johann Lorenz Bach (1695–1773)
- Johann Nikolaus Bach (1669–1753)
- Johann Philipp Bach (1752–1846)
- Johann Sebastian Bach (1685–1750)
- Wilhelm Friedemann Bach (1710–1784)
- Wilhelm Friedrich Ernst Bach (1759–1845)
- Heinrich Backofen (1768–1830)
- Selmar Bagge (1823–1896)
- Woldemar Bargiel (1828–1892)
- Ernst Gottlieb Baron (1696–1760)
- Jürg Baur (1918–2010)
- Waldemar von Baußnern (1866–1931)
- Franz Ignaz Beck (1734–1809)
- Günther Becker (1924–2007)
- Hugo Becker (1864–1941)
- Alfred von Beckerath (1901–1978)
- Ignaz von Beecke (1733–1803)
- Anton Beer-Walbrunn (1864–1929)
- Ludwig van Beethoven (1770–1827)
- František Benda (1709–1786)
- Jiří Antonín Benda (1722–1795)
- Ortwin Benninghoff (* 1946)
- Wilhelm Berger (1861–1911)
- Christoph Bernhard (1628–1692)
- Otto Besch (1885–1966)
- Frank Michael Beyer (1928–2008)
- Johann Samuel Beyer (1669–1744)
- Günter Bialas (1907–1995)
- Heinrich Ignaz Franz Biber (1644–1704)
- Franz Biebl (1906–2001)
- Michael von Biel (* 1939)
- Helmut Bieler (* 1940)
- Helmut Bieler-Wendt (* 1956)
- Benjamin Bilse (1816–1902)
- Boris Blacher (1903–1975)
- Oskar Gottlieb Blarr (* 1934)
- Leo Blech (1871–1958)
- Volker Blumenthaler (* 1951)
- Theodor Blumer (1881–1964)
- Martin Traugott Blumner (1827–1901)
- Erhard Bodenschatz (1576–1639)
- Hans Boll (* 1923)
- Giuseppe Bonno (1711-1788)
- Georg Böhm (1661–1733)
- Johann Ludwig Böhner (1787–1860)
- Siegfried Borris (1906–1987)
- Hans-Jürgen von Bose (* 1953)
- Thomas Böttger (* 1957)
- Johannes Brahms (1833–1897)
- Caspar Joseph Brambach (1833–1902)
- Torsten Brandes (* 1959)
- Theo Brandmüller (1948–2012)
- Nikolaus Brass (* 1949)
- Johannes Brassart (kolem 1400/1410–po 1445)
- Walter Braunfels (1882–1954)
- Reiner Bredemeyer (1929–1995)
- Wolfgang Carl Briegel (1626–1712)
- Alois Bröder (* 1961)
- Max Bruch (1838–1920)
- Kurt Brüggemann (1908–2002)
- Klaus Brüngel (*1949)
- Nicolaus Bruhns (1665–1697)
- Wolfram Buchenberg (* 1962)
- Thomas Buchholz (* 1961)
- Philipp Friedrich Buchner (1614–1669)
- Fritz Büchtger (1903–1978)
- Hans von Bülow (1830–1894)
- August Bungert (1845–1915)
- Friedrich Burgmüller (1806–1874)
- Norbert Burgmüller (1810–1836)
- Adolf Busch (1891–1952)
- Hans Bußmeyer (1853–1930)
- Hugo Bußmeyer (1842–1912)
- Max Butting (1888–1976)
- Johann Heinrich Buttstedt (1666–1727)
- Dietrich Buxtehude (1637–1707)

## C
- Sethus Calvisius (1556–1615)
- Placidus von Camerloher (1718–1782)
- Christian Cannabich (1731–1798)
- Hans Chemin-Petit -syn- (1902–1981)
- Hans Chemin-Petit (1864–1917)
- Antonio Cesti (1623–1669)
- Heinz Chur (* 1948)
- Johann Heinrich Clasing (1779–1829)
- August Conradi (1821–1873)
- Peter Cornelius (1824–1874)
- Carl Czerny (1791–1857)

## D
- Ferdinand David (1810–1871)
- Johann Nepomuk David (1895–1977)
- Constantin Christian Dedekind (1628–1715)
- Michael Denhoff (* 1955)
- Ratko Delorko (* 1959)
- Christoph Demantius (1567–1643)
- Paul Dessau (1894–1979)
- Felix Otto Dessoff (1835–1892)
- Anton Diabelli (1781–1858)
- Hugo Distler (1908–1942)
- Paul-Heinz Dittrich (* 1930)
- Carl Ditters von Dittersdorf (1739–1799)
- Johann Friedrich Doles (1715–1797)
- Dieter Dolezel (* 1977)
- Heinrich Dorn (1804–1892)
- Justus Johann Friedrich Dotzauer (1783–1860)
- Felix Draeseke (1835–1913)
- Annette von Droste-Hülshoff (1797–1848)
- Maximilian-Friedrich von Droste zu Hülshoff (1764–1840)
- Jiří Družecký (1745–1819)
- Philipp Dulichius (1562–1631)

## E
- Johann Georg Ebeling (1637–1676)
- Johann Ernst Eberlin (1702–1763)
- Traugott Maximilian Eberwein (1775–1831)
- Johannes Eccard (1553–1611)
- Moritz Eggert (* 1965)
- Werner Egk (1901–1983)
- Hanns Eisler (1898–1962)
- Johann Samuel Endler (1694–1762)
- Philipp Heinrich Erlebach (1657–1714)
- Jean Paul Ertel (1865–1933)
- Hans Adolph Friedrich von Eschstruth (1756–1792)
- Georg Espitalier (1926–2010)
- Kaspar Ett (1788–1847)
- Jury Everhartz (* 1971)

## F
- Rainer Fabich (* 1958)
- Immanuel Faißt (1823–1894)
- Carl Friedrich Christian Fasch (1736–1800)
- Johann Friedrich Fasch (1688–1758)
- Peter Fassbänder (1869–1920)
- Reinhard Febel (* 1952)
- Johann Georg Feldmayer (1756–1834)
- Alexander von Fielitz (1860–1930)
- Wolfgang Figulus (kolem 1525–1589)
- Anton Fils (1733–1760)
- Gottfried Wilhelm Fink (1783–1846)
- Siegfried Fink (1928–2006)
- Gerhard Fischer-Münster (* 1952)
- Johann Fischer (1646–1716)
- Johann Caspar Ferdinand Fischer (1656–1746)
- Johann Christian Fischer (1733–1800)
- Johann Karl Christian Fischer (1752–1807)
- Michael Gotthard Fischer (1773–1829)
- Johann Friedrich Anton Fleischmann (1766–1798)
- Christian Flor (1629–1697)
- Friedrich von Flotow (1812–1883)
- Johann Nikolaus Forkel (1749–1818)
- Christoph Förster (1693–1745)
- Tobias Forster (*1973)
- Wolfgang Fortner (1907–1987)
- Johann Zacharias Franck (1686–1756)
- Eduard Franck (1817–1893)
- Melchior Franck (1580–1639)
- Richard Franck (1858–1938)
- Clemens von Franckenstein (1875–1942)
- Bernd Franke (* 1959)
- Robert Franz (1815–1892)
- Henning Frederichs (1936–2003)
- Carl Friedemann (1862–1952)
- Fridrich II., král pruský (1712–1786)
- Johannes Fritsch (1941–2010)
- Johann Jakob Froberger (1616–1667)
- Gerhard Frommel (1906–1984)
- Adam z Fuldy (1445–1505)
- Wilhelm Furtwängler (1886–1954)

## G
- Gustav Geierhaas (1888–1976)
- Fritz Geißler (1921–1984)
- Harald Genzmer (1909–2007)
- Günter Gerlach (1928–2003)
- Hans Gerle (kolem 1498–1570)
- Heinrich Germer (1837–1913)
- Friedrich Gernsheim (1839–1916)
- Ottmar Gerster (1897–1969)
- Thomas Gerwin (* 1955)
- Franz Gleißner (1761–1818)
- Michael Gielen (* 1927)
- Christoph Willibald Gluck (1714–1787)
- Werner Gneist (1898–1980)
- Hermann Goetz (1840–1876)
- Walter Wilhelm Goetze (1883–1961)
- Friedrich Goldmann (1941–2009)
- Berthold Goldschmidt (1903–1996)
- Gunther Martin Göttsche (* 1953)
- Paul Graener (1872–1944)
- Christian Ernst Graf (1723–1804)
- Friedrich Hartmann Graf (1727–1795)
- Johann Graf (1684–1750)
- Wolfram Graf (* 1965)
- Kurt Grahl (* 1947)
- Carl Heinrich Graun (1701–1759)
- Johann Gottlieb Graun (1703–1771)
- Christoph Graupner (1683–1760)
- Eduard Grell (1800–1886)
- Erhard Grosskopf (* 1934)
- Franz Grothe (1908–1982)
- Martin Grütter (* 1983)
- Boris Guckelsberger (* 1968)
- Bernhard Günter (* 1957)
- Max Gulbins (1862–1932)
- Gustav Gunsenheimer (* 1934)
- Manfred Gurlitt (1890–1972)
- Volker Gwinner (1912–2004)

## H
- Joseph Haas (1879–1960)
- Hellmut Haase-Altendorf (1912–1990)
- Widmar Hader (* 1941)
- Bernhard Joachim Hagen (1720–1787)
- Dietrich Hahne (* 1961)
- Bernhard Hamann (1909–1968)
- Peter Michael Hamel (* 1947)
- Georg Friedrich Händel (1685–1759)
- Johann Wilhelm Häßler (1747–1822)
- Stefan Hakenberg (* 1960)
- August Halm (1869–1929)
- Peter Michael Hamel (* 1947)
- Bernd Hänschke (* 1948)
- Andreas Hantke (* 1956)
- Holger Hantke (* 1951)
- Heinz Friedrich Hartig (1907–1969)
- Heinrich Hartl (* 1953)
- Karl Amadeus Hartmann (1905–1963)
- Ludwig Hartmann (1836–1910)
- Klaus Hashagen (1924–1998)
- Johann Adolph Hasse (1699–1783)
- Hans Leo Hassler (1546–1612)
- Jakob Hassler (1569–1622)
- Martin Hauber (* 1964)
- Carl August Haupt (1810–1891)
- Moritz Hauptmann (1792–1868)
- Florian Havemann (* 1952)
- Franz Joseph Haydn (1732–1809)
- Pantaleon Hebenstreit (1668–1750)
- Herbert Hechtel (* 1937)
- Heinz Heckmann (* 1932)
- Werner Heider (* 1930)
- Peter Heilbut (1920–2005)
- [(Harald Heilmann)] (* 1924)
- Johann David Heinichen (1683–1729)
- Hans Helfritz (1902–1995)
- Barbara Heller (* 1936)
- Sigmund Hemmel (kolem 1520–1565)
- Fanny Hensel (1805–1847)
- Adolph von Henselt (1814–1889)
- Hans Werner Henze (1926–2012)
- Ulrich Herkenhoff (* 1966)
- Sven Hermann (* 1974)
- Heinrich svobodný pán z Herzogenbergu (1843–1900)
- Hans-Joachim Hespos (* 1938)
- Kurt Hessenberg (1908–1994)
- Matthias Hettmer (* 1973)
- Stefan Heucke (* 1959)
- Thomas Christoph Heyde (* 1973)
- Richard Bruno Heydrich (1865–1938)
- Manfred Heyl (1908–2001)
- Werner Richard Heymann (1896–1961)
- Ernst Hildebrand (1918–1986)
- Wilhelm Hill (1838–1902)
- Ferdinand Hiller (1811–1885)
- Wilfried Hiller (* 1941)
- Paul Hindemith (1895–1963)
- Rudolf Hindemith (1900–1974)
- Stefan Hippe (* 1966)
- Karl Höller (1907–1987)
- York Höller (* 1944)
- Heinrich Hofmann (1842–1902)
- E.T.A. Hoffmann (1776–1822)
- Melchior Hoffmann (~1679/1685–1715)
- Franz Anton Hoffmeister (1754–1812)
- Franz von Holstein (1826–1878)
- Gottfried August Homilius (1714–1785)
- Géza Horváth (1868–1925)
- Nicolaus A. Huber (* 1939)
- Falk Hübner (* 1979)
- Wolfgang Hufschmidt (* 1934)
- Carl Theodor Hütterott (* 1926)
- Bertold Hummel (1925–2002)
- Franz Hummel (* 1939)
- Engelbert Humperdinck (1854–1921)
- Hans Ulrich Humpert (1940–2010)
- Bernhard Hupfeld (1717–1796)
- Leopold Hurt (* 1979)
- Mathias Husmann (* 1948)
- Alfred Huth (1892-1971)

## J
- Wolfgang Jacobi (1894–1972)
- Salomon Jadassohn (1831–1902)
- Philipp Jarnach (1892–1982)
- Michael Jary (1906–1988)
- Wolfgang Jehn (* 1937)
- Gustav Jenner (1865–1920)
- Adolf Jensen (1837–1879)
- Jens Joneleit (* 1968)
- Jens Josef (* 1967)

## K
- Erich Itor Kahn (1905–1956)
- Robert Kahn (1865–1951)
- Wilhelm Kaiser-Lindemann (1940-2010)
- Friedrich Kalkbrenner (1785–1849)
- Heinrich Kaminski (1886–1946)
- Sigfrid Karg-Elert (1877–1933)
- Georg Friedrich Kauffmann (1679–1735)
- Hugo Kaun (1863–1932)
- Roland Kayn (1933–2011)
- Hans Kayser (1891–1964)
- Thomas Keemss (* 19??)
- Wilhelm Keilmann (1908–1989)
- Reinhard Keiser (1674–1739)
- Max Keller (1770–1855)
- Wilhelm Kempff (1895–1991)
- Johann Caspar von Kerll (1627–1693)
- Peter Kiefer (* 1961)
- Friedrich Kiel (1821–1885)
- Wilhelm Killmayer (1927–2017)
- Johanna Kinkel (1810–1858)
- Theodor Kirchner (1823–1903)
- Volker David Kirchner (* 1942)
- Johann Philipp Kirnberger (1721–1783)
- Johann Christian Kittel (1732–1809)
- Giselher Klebe (1925–2009)
- Bernhard Klein (1793–1832)
- Julian Klein (* 1973)
- Juliane Klein (* 1966)
- Richard Rudolf Klein (1921–2011)
- Otto Klemperer (1885–1973)
- Karl Klindworth (1830–1916)
- Johann Friedrich Klöffler (1725–1790)
- Fritz Klopper (1889–1929)
- Friedrich Klose (1862–1942)
- Manfred Kluge (1928–1971)
- August Klughardt (1847–1902)
- Armin Knab (1881–1951)
- Sebastian Knüpfer (1633–1676)
- Ernst-Lothar von Knorr (1896–1973)
- Iwan Knorr (1853–1916)
- Detlef Kobjela (lužickosrbský skladatel) (* 1944)
- Günter Kochan (1930–2009)
- Korla Awgust Kocor (lužickosrbský skladatel) (1822–1904)
- Christian Friedrich Koennecke (1876–1960)
- Alfred Koerppen (* 1926)
- Walter Kollo (1878–1940)
- Willi Kollo (1904–1988)
- Justin Heinrich Knecht (1752–1817)
- Robert Krampe (* 1980)
- Joseph Martin Kraus (1756–1792)
- Paul Kraus (1870-1934)
- Bjarnat Krawc (lužickosrbský skladatel) (1861–1948)
- Johannes Kreidler (* 1980)
- Edmund Kretschmer (1830–1908)
- Günther Kretzschmar (1929–1986)
- Conradin Kreutzer (1780–1849)
- Johann Philipp Krieger (1649–1725)
- Georg Kröll (* 1934)
- Arnold Krug (1849–1904)
- Paul Kühmstedt (1908–1996)
- Eduard Künneke (1885–1953)
- Hubert Ferdinand Kufferath (1818–1896)
- Johann Hermann Kufferath (1797–1864)
- Louis Kufferath (1811–1882)
- Friedrich Kuhlau (1786–1832)
- Johann Kuhnau (1660–1722)
- August Kühnel (1645–1700)
- Felicitas Kukuck (1914–2001)
- Adolph Kullak (1823–1862)
- Ernst Kullak (1855–1914)
- Franz Kullak (1844–1913)
- Theodor Kullak (1818–1882)
- Caspar Kummer (1795–1870)
- Friedrich August Kummer (1797–1879)
- Andreas Kunstein (* 1967)
- Paul Kurzbach (1902–1997)
- Ernst Kutzer (1918–2008)

## L
- Hans Lachenberger (1831–1891)
- Helmut Lachenmann (* 1935)
- Franz Lachner (1803–1890)
- Ignaz Lachner (1807–1895)
- Vincenz Lachner (1811–1893)
- Günter Lampe (1925–2003)
- Daniel Laumans (* 1972)
- Leonhard Lechner (1553–1606)
- Dieter Lehnhoff (* 1955)
- Volkmar Leimert (* 1940)
- Friedrich Leinert (1908–1975)
- Willi Leininger (1907–1971)
- Volckmar Leisring (kolem 1588–1637)
- Jörg Udo Lensing (* 1960)
- Ulrich Leyendecker (* 1946)
- Paul Lincke (1866–1946)
- Peter Joseph von Lindpaintner (1791–1856)
- Carl Loewe (1796–1869)
- Horst Lohse (* 1943)
- Heinz Martin Lonquich (* 1937)
- Albert Lortzing (1801–1851)
- Vincent Lübeck (1654–1740)
- Jakob Heinrich Lützel (1823–1899)

## M
- Konstantin Mach (1915–1996)
- Curt Mahr (1907–1978)
- Hans-Martin Majewski (1911–1997)
- Ernest Majo (1916–2002)
- Wilhelm Maler (1902–1976)
- Ursula Mamlok (* 1923)
- Dietrich Manicke (1923–2013)
- Florian Magnus Maier (* 1973)
- Heinrich Marschner (1795–1861)
- Hans Martin (1916–2007)
- Adolf Bernhard Marx (1795–1866)
- Hans-Joachim Marx (1923-2010)
- Karl Marx (skladatel) (1897–1985)
- Eduard Marxsen (1806-1887)
- Johann Mattheson (1681–1764)
- Siegfried Matthus (* 1934)
- Arnold Maury (* 1927)
- Emilie Mayer (1812–1883)
- Johann Simon Mayr (1763–1845)
- Fanny Zippora Mendelssohn (1805–1847)
- Felix Mendelssohn Bartholdy (1809–1847)
- Adolph Methfessel (1807–1878)
- Albert Methfessel (1785–1869)
- Ernst Methfessel (1811–1886)
- Krzysztof Meyer (* 1943)
- Giacomo Meyerbeer (1791–1864)
- Thomas Meyer-Fiebig (* 1949)
- Max Meyer-Olbersleben (1850–1927)
- Tobias Michael (1592–1657)
- Simon Molitor (1766–1848)
- Leopold Mozart (1719–1787)
- Wolfgang Amadeus Mozart (1756–1791)
- Johann Melchior Molter (1696–1765)
- Hans Friedrich Micheelsen (1902-1973)
- Moritz Moszkowski (Maurycy) (1854–1925)
- Detlev Müller-Siemens (* 1957)
- Johann Gottfried Müthel (1728–1788)

## N
- Johann Gottlieb Naumann (1741–1801)
- Joachim Neander (1650–1680)
- Christian Gottlob Neefe (1748–1798)
- Heinrich August Neithard (1793–1861)
- Victor Ernst Nessler (1841–1890)
- Siegfried Neuber (* 1931)
- Joseph Neuhäuser (1890–1949)
- Georg Neumark (1621–1681)
- Jochen Neurath (* 1968)
- Winand Nick (1831–1910)
- Otto Nicolai (1810–1849)
- Herms Niel (1888–1954)
- Herbert Nobis (* 1941)
- Dieter Nowka (lužickosrbský skladatel) (1924–1998)
- Edith Nothdorf (1934–2009)

## O
- Heinrich Oberhoffer (1824–1885)
- Karola Obermüller (* 1977)
- Siegfried Ochs (1858–1929)
- Christoph Oertel (* 1960)
- Carl Orff (1895–1982)
- Andreas Oswald (1634–1665)
- Ernst Julius Otto (1804–1877)

## P
- Johann Pachelbel (1653–1706)
- Fredrik Pacius (1809–1891)
- Johann Gottfried Wilhelm Palschau (1741–1815)
- Heinz Dieter Paul (* 1943)
- Ernst Pepping (1901–1981)
- Sebastian Peschko (1909–1987)
- Johann Christoph Pepusch (1667–1752)
- Wilhelm Petersen (1890–1957)
- Johannes Petzold (1912–1985)
- Johann Christoph Pez (1664–1716)
- Hans Pfitzner (1869–1949)
- Franz Philipp (1890–1972)
- Arthur Piechler (1896–1974)
- Jurij Pilk (lužickosrbský skladatel) (1858–1926)
- Matthias Pintscher (* 1971)
- Johann Georg Pisendel (1687–1755)
- Karl Piutti (1846–1902)
- Anton Plate (* 1950)
- Ulrich Pogoda (lužickosrbský skladatel) (* 1954)
- Heinrich Poos (* 1928)
- Enno Poppe (* 1969)
- Hans Posegga (1917–2002)
- Hans Poser (1917–1970)
- Hieronymus Praetorius (1560–1629)
- Jacob Prätorius
- Michael Praetorius (1571–1621)
- Walther Prokop (* 1946)

## Q
- Johann Joachim Quantz (1697–1773)
- Ernst August Quelle (* 1931)
- Johannes Quint (* 1963)

## R
- Anton Radziwill (1775–1833)
- Hans-Karsten Raecke (* 1941)
- Joachim Raff (1822–1882)
- Jurij Rak (lužickosrbský skladatel) (1740–1799) (něm. Georg Krebs)
- Valentin Rathgeber (1682–1750)
- Georg Ratzinger (* 1924)
- Gustav Rebling (1821–1902)
- Siegfried Reda (1916–1968)
- Martin Christoph Redel (* 1947)
- Max Reger (1873–1916)
- Hermann Regner (1928–2008)
- Johann Friedrich Reichardt (1752–1814)
- Hermann von Reichenau (1013–1054)
- Aribert Reimann (* 1936)
- Johann Adam Reincken (1643–1722)
- Carl Reinecke (1824–1910)
- August Reinhard (1831–1912)
- Carl Martin Reinthaler (1822–1896)
- Carl Gottlieb Reißiger (1798–1859)
- Hans Renner (1901–1971)
- Julius Reubke (1834–1858)
- Hermann Reutter (1900–1985)
- Christoph Rheineck (1748–1797)
- Carl Arthur Richter (1883–1957)
- Ernst Friedrich Richter (1808–1879)
- Franz Xaver Richter (1709–1789)
- Peter-Michael Riehm (1947–2007)
- Rolf Riehm (* 1937)
- Ferdinand Ries (1784–1838)
- Franz Ries (1846–1932)
- Hubert Ries (1802–1886)
- Julius August Wilhelm Rietz (1812–1877)
- Wolfgang Rihm (* 1952)
- Christian Heinrich Rinck (1770–1846)
- August Gottfried Ritter (1811–1885)
- Georg Valentin Röder (1780–1848)
- Johann Theodor Roemhildt (1684–1756)
- Hugo Röhr (1866–1937)
- Johannes Rövenstrunck (* 1949)
- Jens Rohwer (1914-1994)
- Bernhard Heinrich Romberg (1767–1841)
- Peter Ronnefeld (1935–1965)
- Gerhard Rosenfeld (1931–2003)
- Johann Rosenmüller (1619–1684)
- Ludwig Rottenberg (1864–1932)
- Rainer Rubbert (* 1957)
- Rudolf Rudin (* 1961)
- Malte Rühmann (1960-2008)
- Carl Friedrich Rungenhagen (1778–1851)
- Friedrich Wilhelm Rust (1739–1796)
- Wilhelm Rust (1822–1892)
- Peter Ruzicka (* 1948)

## S
- Helmut Sadler (* 1921)
- Adolf Sandberger (1864–1943)
- Gerd Sannemüller (1914–2008)
- Emil von Sauer (1862–1942)
- Theodor von Schacht (1748–1823)
- Johannes W. Schäfer (* 1960)
- Christoph Schaffrath (1709/1711–1763)
- Nikolaus Schapfl (* 1963)
- August Scharrer (1866–1936)
- Philipp Scharwenka (1847–1917)
- Walter Scharwenka (1881–1960)
- Maria Scharwieß (* 1942)
- Leopold Schefer (1784–1962)
- Heinrich Scheidemann (kolem 1596–1663)
- Samuel Scheidt (1587–1654)
- Johann Adolf Scheibe (1708–1776)
- Christian Gottlieb Scheidler (1752–1815)
- Johann Hermann Schein (1586–1630)
- Johann Schelle (1648–1701)
- Martin Scherber (1907–1974)
- Johann Gottfried Schicht (1753–1823)
- Johann Christian Schieferdecker (1679–1732)
- Max von Schillings (1868–1933)
- Steffen Schleiermacher (* 1960)
- Arnolt Schlick (* kolem 1460 - po 1521)
- Annette Schlünz (* 1964)
- Johann Christoph Schmidt (1664–1728)
- Friedemann Schmidt-Mechau (* 1955)
- Joseph Ignaz Schnabel (1767–1831)
- Klaus-Peter Schneegass (* 1962)
- Friedrich Schneider (1786–1853)
- Stephan Marc Schneider (* 1970)
- Franz Xaver Schnizer (1740–1785)
- Bernd Scholz (1911–1969)
- Ruth Schönthal (1924–2006)
- Gustav Schreck (1849–1918)
- Anno Schreier (* 1979)
- Hermann Schroeder (1904–1984)
- Leonhart Schröter (1532–1601)
- Theodor Schubach (* 1985)
- Christian Friedrich Daniel Schubart (1739–1791)
- Heinz Schubert (1908–1945)
- Heinrich Schulz-Beuthen (1838–1915)
- Clara Schumann (1819–1896)
- Georg Schumann (1866–1952)
- Robert Schumann (1810–1856)
- Ignaz Schuster (1779–1835)
- Georg Caspar Schürmann (1672/1673–1751)
- René Schütz (* 1966)
- Heinrich Schütz (1585–1672)
- Kurt Schwaen (1909–2007)
- Frank Schwemmer (* 1961)
- Reinhard Seehafer (* 1958)
- Daniel N. Seel (* 1970)
- Johann Gottfried Seyfert (1731–1772)
- Oskar Sigmund (1919–2008)
- Wilhelm Dieter Siebert (1931–2011)
- Rudolf Siegel (1878–1948)
- Friedrich Silcher (1789–1860)
- Hans Sitt (1850–1922)
- Hans Sommer (1837–1922)
- Helmuth Sommer (1911–1993)
- Sophie Elisabeth von Mecklenburg (1613–1676)
- Tom Sora (* 1956)
- Mathias Spahlinger (* 1944)
- Johannes Matthias Sperger (1750–1812)
- Willy Spilling (1909–1965)
- Fritz Spindler (1817–1905)
- Louis Spohr (1784–1859)
- Rudi Spring (* 1962)
- Manfred Stahnke (* 1951)
- Antonín Stamic (1750–1798/1809?)
- Karel Stamic (1745–1801)
- Jan Stamic (1717–1757)
- Christoph Staude (* 1965)
- Gerhard Stäbler (* 1949)
- Bernhard Stavenhagen (1862–1914)
- Rudi Stephan (1887–1915)
- Julius Stern (1820–1883)
- Ernstalbrecht Stiebler (* 1934)
- Gottfried Heinrich Stölzel (1690–1749)
- Karlheinz Stockhausen (1928–2007)
- Markus Stockhausen (* 1957)
- Simon Stockhausen (* 1967)
- Michael Stöckigt (* 1957)
- Christoph Stoltzenberg (1690–1764)
- Alexander Strauch (* 1971)
- Richard Strauss (1864–1949)
- Siegfried Strohbach (* 1929)
- Uwe Strübing (* 1956)
- Ludger Stühlmeyer (* 1961)

## T
- Karl Gottfried Wilhelm Taubert (1811–1891)
- Adam Taubitz (* 1967)
- Georg Michael Telemann (1748–1831)
- Georg Philipp Telemann (1681–1767)
- Gustav Wilhelm Teschner (1800–1883)
- Johann Theile (1646–1724)
- Christoph Theinert (* 1959)
- Xaver Paul Thoma (* 1953)
- Kurt Thomas (1904–1973)
- Ludwig Thuille (1861–1907)
- Heinz Tiessen (1887–1971)
- Leni Timmermann (1901–1992)
- Johann Nikolaus Tischer (1707–1774)
- Max Trapp (1887–1971)
- Dieter Trautwein (1928–2002)
- Georg Trexler (1903–1979)
- Manfred Trojahn (* 1949)
- Richard Trunk (1879–1968)
- Manos Tsangaris (* 1956)
- Daniel Gottlob Türk (1750–1813)

## U
- Paul Umlauft (1853–1934)
- Anton Urspruch (1850–1907)

## V
- Nicolaus Vetter (1666–1734)
- Theodor Veidl (1885–1946)
- Johann Vierdanck (1605–1646)
- Sebastian Virdung (* ~1465; † Mitte 16. Jahrhundert)
- Johann Gottfried Vierling (1750–1830)
- Johannes Vleugels (1899–1978)
- Willi Vogl (* 1961)
- Georg Joseph Vogler (1749–1814)
- Robert Volkmann (1815–1883)

## W
- Johann Joachim Wachsmann (1787–1853)
- Richard Wagner (1813–1883)
- Siegfried Wagner (1869–1930)
- Rudolf Wagner-Régeny (1903–1969)
- Johann Gottfried Walther (1684–1748)
- Johann Jakob Walther (1650–1704)
- Franz Waxman (1906–1967)
- Carl Maria von Weber (1786–1826)
- Friedrich Dionys Weber (1766–1842)
- Matthias Weckmann (1619–1674)
- Kurt Weill (1900–1950)
- Christian Theodor Weinlig (1780–1842)
- Silvius Leopold Weiss (1687–1750)
- Johann Samuel Welter (1650–1720)
- Eberhard Werdin (1911–1991)
- Andreas Wermeling (* 1959)
- Johann Paul von Westhoff (1656–1705)
- Wilhelm Westmeyer (1829–1880)
- Richard Wetz (1875–1935)
- Justus Hermann Wetzel (1879–1973)
- Jörg Widmann (* 1973)
- Wilhelm Wieprecht (1802–1872)
- Bernd Wiesemann (* 1938)
- Heinz Winbeck (* 1946)
- Gerhard Winkler (1906–1977)
- Peter von Winter (1754–1825)
- Hans Winterberg (1901-1991)
- Carl Bonaventura Witzka (1768–1848)
- Petrus Laurentius Wockenfuß (1675–1721)
- Ernst Wilhelm Wolf (1735–1792)
- Wilhelmine von Bayreuth (1709–1758)
- Felix Wolfes (1892–1971)
- Philipp Wolfrum (1854–1919)
- Stefan Wolpe (1902–1972)
- Franz Wüllner (1832–1902)

## Z
- Gerd Zacher (* 1929)
- Friedrich Wilhelm Zachow (1663–1712)
- Marko Zdralek (* 1937)
- Friedrich Zehm (1923–2007)
- Carl Friedrich Zelter (1758–1832)
- Hans Zender (* 1936)
- Michael Maria Ziffels (* 1967)
- Josef Zilch (* 1928)
- Hermann Zilcher (1881–1948)
- Winfried Zillig (1905–1963)
- Erwin Zillinger (1893-1974)
- Hans Zimmer (* 1957)
- Bernd Alois Zimmermann (1918–1970)
- Udo Zimmermann (* 1943)
- Klaus Zoephel (* 1929)
- Carl Friedrich Zöllner (1800–1860)
- Johann Rudolf Zumsteeg (1760–1802)